# Federació Sardanista del Rosselló
Federació Sardanista del Rosselló és una associació cultural creada arran del Congrés de Cultura Catalana de 1976, que agrupa tots els 70 foments sardanistes de la Catalunya del Nord i la major part d'esbarts de dansaires, 8 cobles i 2 colles sardanistes. La presideix René Tarrius.